# Aglaometra
Aglaometra is een geslacht van haarsterren uit de familie Thalassometridae.

## Soort
- Aglaometra valida (Carpenter, 1888)